# Florencia Padilla
Florencia Lucrecia Padilla (n. 1 de julio de 1990 en Buenos Aires) es una actriz de teatro y televisión argentina.

## Carrera
En 2003  hizo de Carola, en la telenovela argentina producida por Cris Morena, Rincón de luz.
Entre 2008 y 2009, personificó a Loli en la serie argentina producida por Nickelodeon, La maga y el camino dorado.
Entre 2010 y 2011 trabajó en nuevamente para una serie producida por Nickelodeon Latinoamérica, Sueña conmigo, haciendo el personaje de Cecilia "Ceci".
En 2013 fue parte del elenco de la obra de teatro Descuidistas, escrita y dirigida por Ezequiel Sagasti, junto a Nicolás Furtado, Valentín Villafañe, Ramiro López Silveyra y Natalia Melcon en donde interpretó a Verónica

### Televisión
| Año         | Nombre                     | Personaje                  |
| ----------- | -------------------------- | -------------------------- |
| 2002        | 099 Central                | María Laura                |
| 2003        | Rincón de luz              | Carola Villafañe del Solar |
| 2003 - 2004 | Abre tus ojos              | Rocío Mazzini (Niña)       |
| 2005        | Amo de casa                | Deborah                    |
| 2008 - 2009 | La maga y el camino dorado | Loli                       |
| 2010 - 2011 | Sueña Conmigo              | Cecilia "Ceci"             |
| 2011        | Cuando me sonreís          | La enfermera               |
| 2016        | Soy Luna                   | Ella misma                 |

## Teatro
| Año  | Título       | Teatro  | Personaje | Dirección        |
| ---- | ------------ | ------- | --------- | ---------------- |
| 2013 | Descuidistas | Porteño | Verónica  | Ezequiel Sagasti |

- Datos: Q5863021